# Mesonychium jenseni
Mesonychium jenseni är en biart som först beskrevs av Heinrich Friese 1906.  Mesonychium jenseni ingår i släktet Mesonychium och familjen långtungebin. Inga underarter finns listade i Catalogue of Life.